# Ocyptamus crocata
Ocyptamus crocata là một loài ruồi trong họ Ruồi giả ong (Syrphidae). Loài này được Austen mô tả khoa học đầu tiên năm 1893. Ocyptamus crocata phân bố ở vùng Tân Nhiệt đới